# Atimonan
Atimonan é um município de  primeira classe de renda municipal (d) na província Quezon, nas Filipinas. De acordo com o censo de 1 de maio  de  2020 possui uma população de 64 260 pessoas e 16 701 domicílios.